# Văcăreasca
Văcăreasca – wieś w Rumunii, w okręgu Buzău, w gminie Glodeanu-Siliștea. W 2011 roku liczyła 581 mieszkańców.